# Gorje
Gorje, Planinski lanac ili Planinski vijenac, velika masa koja se sastoji od planina s ili bez vrhova, usko povezana u položaju, smjeru, obliku i razdoblju. Izraz gorje ponekad se koristi kako bi se kombiniralo nekoliko geoloških funkcija koje su geografski (regionalno) u vezi.
Gorja su obično segmentirani po visoravnima ili planinskim prijevojima i dolinama. Pojedinačne planine u jednom gorju ne moraju nužno imati ista geološka obilježja, iako najčešće imaju.

## Ekstremna gorja
Najduži svjetski planinski lanac su Ande, koji se protežu zapadnom obalom Južne Amerike i imaju dužinu od čak 7200 km. Himalaja je gorje sadrži najviše svjetske vrhove, a među njima i Mount Everest (8848 m).

## Klima
Gorja određuju klimu u područjima u kojima se nalaze. Kada se voda ispari iz mora i krene prema planinskim vrhovima, tijekom dolaska u viša područja rashladit će se i tako proizvoditi kišu ili snijeg. No, kada taj zrak pređe planinu i počne se spuštati, bit će suh i neće donijeti kišu s druge strane gorja. Najbolji primjer glede tog slučaja je Himalaja; kada monsuni počnu puhati s Indijskog oceana prema Indiji na sjeveru, visoki planinski vrhovi Himalaja spriječit će oblake da prijeđu još sjevernije k Tibetu. Zbog toga su područja sjeverno od Himalaja suha i rijetko dobivaju kišu. Donji dio zapadne obale Južne Amerike prekriva pustinja. Razlog tome je što gorje Anda ne propuštaju vodenu paru koja dolazi s istoka odnosno Atlantskog oceana.

## Poveznice
- Geomorfologija
- Planina

## Vanjske poveznice
Wikimedijski zajednički poslužitelj:
|  | Zajednički poslužitelj ima još gradiva o temi Gorja |